# مغالطه انتساب جعلی
مغالطه انتساب جعلی (به انگلیسی: False attribution) به معنای توسل جستن به اطلاعات نادرست که از منابع مشکوک و ناشناس گردآوری شده‌اند می‌باشد؛ که می‌تواند در استدلال و نتیجه نهایی سبب اشتباه شود و دست آویزی برای تقویت استدلال به صورت نادرست باشد.
الگوی منطقی:
دادخواست O گفته می‌شود.
اطلاعات P که دارای یک منبع جعلی یا غیرقابل‌شناسایی است، برای ارزش بخشیدن به دادخواست O مورد بهره‌برداری قرار می‌گیرد.
بنابراین O درست است.

## نمونه‌ها
نمونه ۱:
پروفسور، من این اطلاعات درستُ؛ از برنامه‌های تلویزیون شنیدم؛ ولی اسم اون برنامه تلویزیونُ فراموش کردم.
نمونه ۲:
یک کتاب هست که موجودات غیرفیزیکی را ثابت کرده‌است؛ اما نام کتاب یادم نیست.
نمونه ۳:
محیط زیست بسیار آسیب دیده، این موردُ از یکی دوستان پدر دوستم، که از دوستش شنیده بود برای من بازگوکرد!